# Graduale Triplex

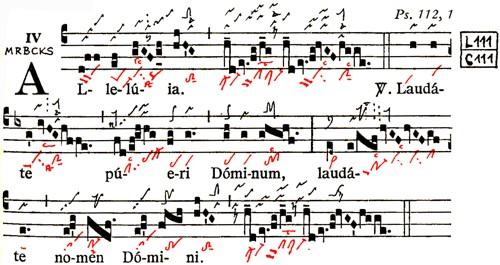
Alleluja aus dem Graduale Triplex: In der Mitte die Quadratnotation des Graduale Romanum, darüber in Schwarz die Neumen von Metz und darunter in Rot die Neumen von Sankt Gallen

Graduale Triplex ist ein lateinisches Choralbuch des gregorianischen Chorals für die römisch-katholische Messe. Es wurde 1979 von der französischen Abbaye Saint-Pierre de Solesmes herausgegeben.

## Geschichte
Das Graduale Triplex entstand aus dem Bedürfnis nach einer möglichst präzisen rhythmischen Notierung des gregorianischen Chorals. Es ist die Erkenntnis der gregorianischen Semiologie der letzten Jahrzehnte, dass die älteren Neumenschriften die Rhythmik der Stücke präziser wiedergeben, als die jüngere, seit dem 12. Jahrhundert übliche Quadratnotation, die ihrerseits den melodischen Verlauf genauer beschreibt. Versuche, eine neue Notenschrift für gregorianischen Gesang zu entwickeln, die beide Aspekte perfekt wiedergibt, führen erst langsam zu befriedigenden Ergebnissen, so dass die Doppelnotation (also die Wiedergabe beider Notenschriften) derzeit noch die optimale schriftliche Wiedergabe der Choralmelodien darstellt.
Ein erster Ansatz hierzu war das 1966 erschienene Graduel neumé, das auf dem Graduale Romanum in der Ausgabe von 1908 beruht. Es stellt eine teilweise photomechanische Reproduktion des Handexemplars von Dom Eugène Cardine (1905–1988) dar und enthält dessen handschriftliche Eintragungen der St. Galler Neumen zu vielen Choralmelodien.
Das Graduale Triplex ist eine vollständige photomechanische Reproduktion auf der Grundlage des 1974 erschienenen Graduale Romanum, das die Stücke in Quadratnotation wiedergibt. In dieses Graduale wurden zusätzlich – soweit möglich – die Choralmelodien in zwei verschiedenen Neumenschriften eingetragen, so dass nun die meisten Melodien in dreifacher Notation erscheinen (daher die Bezeichnung triplex, ‚dreifach‘). Im Einzelnen wurden folgende Vorlagen (neben anderen) verwendet:
- Metzer Neumen nach dem Codex Nr. 239 der Bibliothek von Laon (Schreiberin: Marie-Claire Billecocq, Abtei Venière, Frankreich; schwarz gedruckt)
- St. Galler Neumen hauptsächlich nach dem Codex Sangallensis 359 der Stiftsbibliothek St. Gallen und dem Codex Einsidlensis 121 der Stiftsbibliothek von Einsiedeln (Schreiber: Rupert Fischer OSB, Abtei Metten, Bayern; rot gedruckt)

Das Graduale Triplex gilt derzeit als eines der wichtigsten Arbeitsmittel zum Studium und zur adäquaten Interpretation des gregorianischen Chorals.
Nach ähnlichen Editionsprinzipien wie das Graduale Triplex erschien 1985 noch das Offertoriale Triplex mit den kunstvollen Versen der Begleitgesänge zur Gabenbereitung (Offertorium).

### Ausgaben
- Graduale triplex. Seu Graduale Romanum Pauli PP. VI cura recognitum & rhythmicis signis a Solesmensibus monachis ornatum Neumis Laudunensibus (Cod. 239) et Sangallensibus (Codicum San Gallensis 359 et Einsidlensis 121) nunc auctum. Abbaye Saint Pierre, Sablé sur Sarthe 1979, ISBN 2-85274-044-3 (Neuauflage. ebenda 1987).
- Eugène Cardine: Graduel neumé. Abbaye Saint-Pierre, Solesmes 1966.
- Rupert Fischer (Hrsg.): Offertoriale Triplex. Cum Versiculis. Nouvelle édition du livre publié sous le titre „Offertoires neumés“. Abbaye Saint-Pierre de Solesmes, Sablé-sur-Sarthe 1985, ISBN 2-85274-042-7.

### Hilfsmittel
- Dominique Fournier: Concordance textuelle du graduale romanum triplex et des versets de l'offertoriale triplex (= Subsidia Gregoriana. Bd. 5). Abbaye Saint-Pierre, Solesmes 1996, ISBN 2-85274-176-8.
- Matthias Kreuels: Indizes der Handschriften St. Gallen 359, 339, 376 (390/391), Einsiedeln 121, Bamberg lit. 6, Laon 239, Chartes 47, Mont-Renaud (Noyon), Montpellier H 159, Paris BN lat. 776 (Albi), Paris BN lat. 903 (St. Yrieix), Benevent 33, 34, Rom Vat. lat. 10673, Rom Biblioteca Angelica 123, Graz Universitätsbibliothek 807 (Klosterneuburg) zu Graduale Triplex und Offertoriale Triplex. = Indizes zu Graduale triplex und Offertoriale triplex (= Beiträge zur Gregorianik. Sonderheft). Bosse, Regensburg 1989, ISBN 3-7649-1800-4.
- Jacques-Marie Guilmard: Tonaire des pièces de la messe selon le Graduale triplex et l'Offertoriale triplex. Tables (= Subsidia Gregoriana. Bd. 2). Abbaye Saint-Pierre, Solesmes 1991, ISBN 2-85274-138-5.
- Luigi Agustoni: Gregorianischer Choral. In: Hans Musch (Hrsg.): Musik im Gottesdienst. Band 1: Historische Grundlagen, Liturgik, Liturgiegesang. 5., unveränderte Auflage. ConBrio, Regensburg 1994, ISBN 3-930079-21-6, S. 199–356.
- Godehard Joppich: Der Gregorianische Choral. In: Hans Gebhard (Hrsg.): Harenberg Chormusikführer. Harenberg, Dortmund 1999, ISBN 3-611-00817-6, S. 947–954.